# Picksel
Joël van Aerde dit Picksel, né le 30 septembre 1975 à Etterbeek (région de Bruxelles-Capitale), est un auteur de bande dessinée et illustrateur belge.

## Biographie
Joël van Aerde naît en 1975 à Etterbeek, une commune bruxelloise où il grandit avec une fascination pour les films d'animation et la bande dessinée. Il se spécialise ensuite dans l'illustration numérique. Il travaille pour plusieurs entreprises multimédias et participe à la réalisation de jeux vidéo éducatifs. Il participe à des jeux de société dont Takenoko. Pour Spootnik Éditions, il illustre le livre L'Hôpital des Fées, un livre écrit pour libérer les enfants de leur peur des hôpitaux. Il travaille comme coloriste de bande dessinée pour plusieurs séries, et succède à Kitex comme dessinateur des 9e et 10e tomes de la série WaoW des Éditions Physalis en 2012 et 2013. Il est le dessinateur de la série jeunesse Les Chroniques de Braven Oc, du scénariste Alcante, publié aux éditions Kennes de 2015 à 2018. Pour le 7e tome de la série Les Diables Rouges : Enfer et dames nations et Les Diables Rouges - Espoirs, il se charge de la mise en couleur des planches de Jean-Marc Krings publiées aux mêmes éditions.

## Œuvres

### Jeux de société
- Takenoko[3] Un jeu de Antoine Bauza, illustré par Joël Picksel, Nicolas Fructus, Yuio, édité par Bombyx, Matagot (2011) ;
- Takenoko Chibis[8] Auteur(s) : Antoine Bauza, Corentin Lebrat, Illustrateur(s) : Nicolas Fructus, Picksel, Yuio.
- Dans les griffes de la sorcière, un jeu de Rémi Prieur  et Mélanie Vives, illustré par Joël Picksel, édité par Fleurus

### Articles
- Picksel (interviewé par Graphivore), « Rencontre avec Picksel », BD Best !,‎ 12 avril 2012 (lire en ligne, consulté le 10 juin 2023).